# Mariví González
María Victoria González Laguillo (nacida el 27 de diciembre de 1961 en México DF, México), más conocida como Mariví González, es una exjugadora de hockey sobre hierba española. Fue campeona olímpica en los juegos olímpicos de Barcelona 1992.

## Participaciones en Juegos Olímpicos
- Barcelona 1992, medalla de oro.
- Atlanta 1996, octavo puesto.